# Giacomo Balzarini

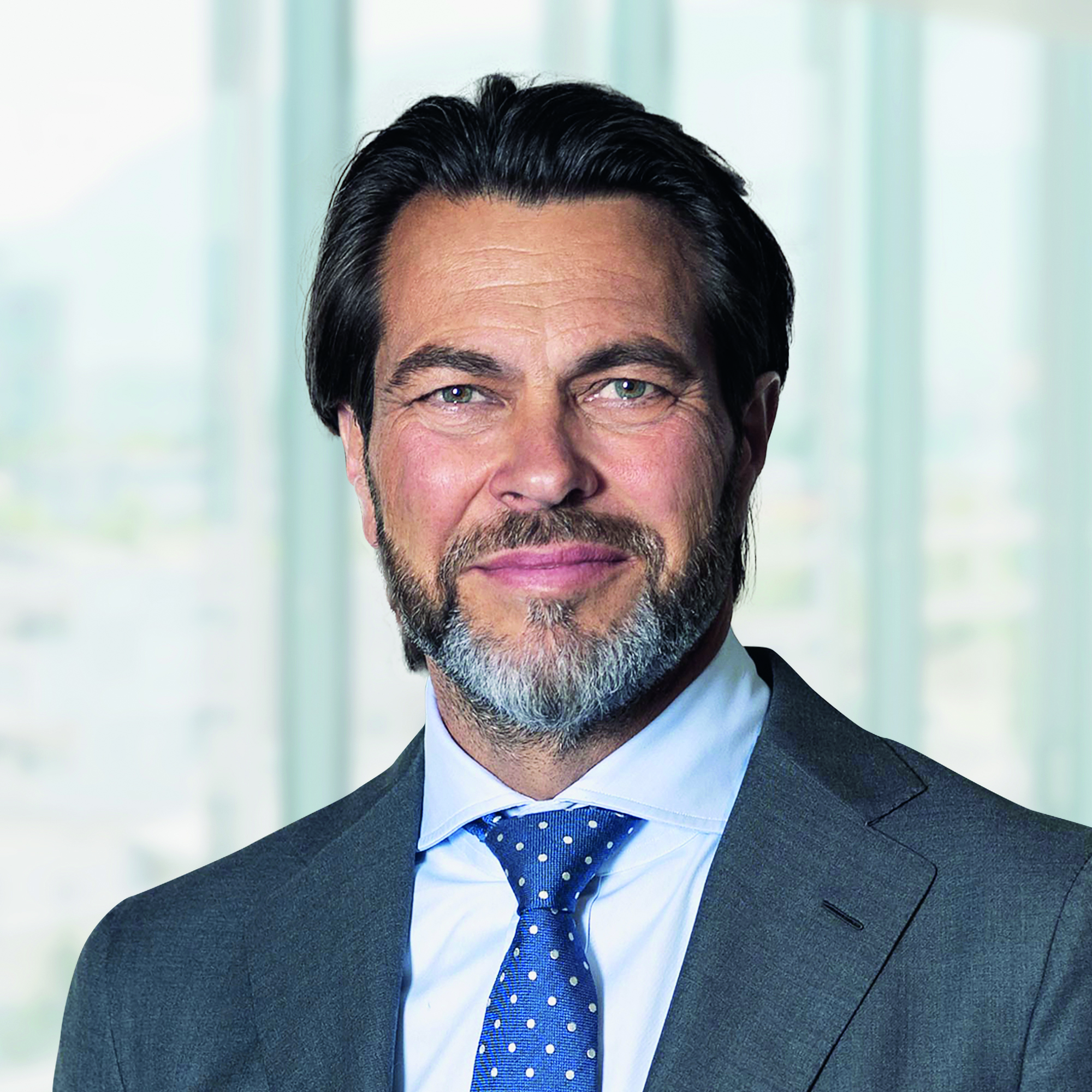
Giacomo Balzarini, CEO of PSP Swiss Property

Giacomo Balzarini (* 1968 in Baden) ist ein schweizerisch-italienischer Manager. Balzarini ist seit dem 1. April 2017 Chief Executive Officer von PSP Swiss Property.

## Ausbildung und berufliche Laufbahn
Balzarini schloss 1996 seine betriebs- und volkswirtschaftlichen Studien mit einem lic. oec. publ. an der Universität Zürich ab und erwarb 2002 einen MBA an der University of Chicago (Ill., USA).
Von 1993 bis 1996 war Balzarini bei der Schweizerischen Bankgesellschaft in Zürich auf den Gebieten Firmenkundengeschäft und Business Development tätig. 1997 bis 2006 arbeitete er bei der Schweizerischen Rückversicherungsgesellschaft in den Bereichen Risk- und Projektmanagement, Strategieentwicklung und Asset Management, zuletzt als Managing Director, verantwortlich für den Aufbau des indirekten, internationalen Immobilienportfolios.

## Weitere Tätigkeiten und Interessenbindungen
- Verwaltungsratspräsident der Seewarte Holding AG, Zug
- Mitglied des Stiftungsrates der Ernst Göhner Stiftung, Zug
- Chairman des EPRA Best Practices Committee der European Public Real Estate Association (EPRA, Brüssel), Chairman des EPRA Accounting & Reporting Committee und Mitglied des EPRA Advisory Board.[3]
- Vizepräsident des Verwaltungsrats der Hardturm AG, Zürich